# ديفيد مورلي (شاعر)
ديفيد مورلي (بالإنجليزية: David Morley)‏ هو ناقد أدبي وشاعر بريطاني، ولد في 1964 في بلاكبول في المملكة المتحدة.